# Grandmasters: Instrumentals
Albums par DJ Muggs & GZA
Grandmasters
(2005)
Albums par DJ Muggs
Dust
(2003)
Albums par GZA
Legend of the Liquid Sword
(2002) Pro Tools
(2008)
Grandmasters: Instrumentals est un album collaboratif de DJ Muggs et GZA, sorti le 18 avril 2006.
Il s'agit de la version instrumentale de leur précédent opus, Grandmasters.

## Liste des titres
| No  | Titre                    | Durée |
| --- | ------------------------ | ----- |
| 1.  | Opening                  | 1:34  |
| 2.  | Those that's bout It     | 3:24  |
| 3.  | Destruction of a Guard   | 3:59  |
| 4.  | Exploitation of Mistakes | 3:21  |
| 5.  | General Principles       | 3:39  |
| 6.  | Advance Pawns            | 4:02  |
| 7.  | Queen's Gambit           | 4:35  |
| 8.  | All in Together Now      | 4:24  |
| 9.  | Unstoppable Threats      | 3:44  |
| 10. | Unprotected Pieces       | 3:29  |
| 11. | Illusory Protection      | 4:27  |
| 12. | Smothered Mate           | 3:12  |